# Arotrephes nivosus
Arotrephes nivosus är en stekelart som först beskrevs av Hellen 1967.  Arotrephes nivosus ingår i släktet Arotrephes och familjen brokparasitsteklar. Inga underarter finns listade.